# Hirschalbe
Die Hirschalbe ist ein über 6 km langer linker Nebenfluss der Moosalbe, der sich durchgängig innerhalb des Pfälzerwaldes befindet.

## Geographie

### Verlauf
Die Hirschalbe befindet sich durchgängig innerhalb des Pfälzischen Holzlandes und entspringt auf der Gemarkung der Ortsgemeinde Heltersberg; zunächst fließt er in die nordwestliche Richtung und nimmt nach einigen Kilometern von links den Haselbach auf. Danach bildet er die Grenze zwischen Schmalenberg und Geiselberg. In diesem Bereich wird die sogenannte Hirschalbermühle passiert. Zum Schluss bildet das Gewässer die Grenze zwischen Geilselberg und Schopp, zugleich die Grenze zwischen dem Landkreis Südwestpfalz und der kreisfreien  Stadt Kaiserslautern. Bei der Ruine der Pulvermühle mündet er von links in die Moosalbe; zuvor unterquert er kurz nacheinander die Bundesstraße 270 und die Biebermühlbahn.

### Zuflüsse
- Haselbach, alternativ Hembach genannt (links)

## Wirtschaft
Auf Höhe der Hirschalbermühle befindet sich eine Forellenzuchtanstalt.

## Tourismus
Der Gewässerwanderweg an der Moosalbe führt teilweise entlang der Hirschalbe, zwischen Schopp und Schmalenberg ebenso ein solcher, der mit einem grün-gelben Kreuz markiert ist; dieser stellt unter anderem eine Verbindung mit Bexbach, Neustadt an der Weinstraße und Ludwigshafen am Rhein her.